# Powiat de Drawsko
Le powiat de Drawsko Pomorskie (en polonais : powiat drawski) est un powiat appartenant à la voïvodie de Poméranie occidentale, en Pologne.

## Division administrative

Carte du powiat

Le powiat de Drawsko Pomorskie comporte 6 communes :
- 4 communes urbaines-rurales : Czaplinek, Drawsko Pomorskie, Kalisz Pomorski et Złocieniec ;
- 2 communes rurales : Ostrowice et Wierzchowo.